# Ascenseur (jeu de cartes)
Pour les articles homonymes, voir Ascenseur (homonymie).
Ne doit pas être confondu avec Whist.
 (juin 2015).
Si vous disposez d'ouvrages ou d'articles de référence ou si vous connaissez des sites web de qualité traitant du thème abordé ici, merci de compléter l'article en donnant les références utiles à sa vérifiabilité et en les liant à la section « Notes et références ».
L’Ascenseur est un jeu de levées avec atout. C'est un jeu de contrat, par essence.
L'Ascenseur peut localement prendre le nom L'Herboriste, la Montée-Descente, Grimpette, Galouze, Rikiki, Kirikiki, Ouistiti, Bistouquette, Escalier, Ascenseur Malgache, Beigne et Chinois.
Le jeu se joue à partir de deux joueurs, sans limite particulière.
C'est un jeu du domaine public avec des variantes locales. Il est apparenté au Whist à la couleur mais ce sont deux jeux complètement différents. Il est d'ailleurs parfois abusivement appelé whist, bien que le Whist soit un jeu radicalement différent.